# 回来的女儿
《回来的女儿》（英語：Homesick），2022年中國大陸犯罪懸疑推理網路劇，爱奇艺「迷雾剧场」作品之一。由吕行執導，张子枫、王砚辉、梅婷、李乃文領銜主演，丁嘉丽、代旭、郭丞、杜宇森等主演。
該劇講述了尋找閨蜜小秀的孤兒陈佑希，冒充失踪李家女兒「李文文」，發現溫暖背後隱藏著的謊言和罪惡。在故事时代1997年的问题，包括傻人、三線建設、下崗、收容遣送、氣功、海子的詩、非法集資、精神病院、魔方大廈等。

## 播出时间
| 频道   | 所在地   | 播映日期                      | 播出时间                              | 备注 |
| 爱奇艺 | 中国大陆 | 2022年12月21日-2022年12月30日 | VIP会员每日20:00更新1集（首日VIP3集） |      |

## 演员列表

### 主要演员
| 演員   | 角色   | 介紹 |
| 张子枫 | 陈佑希 | 她一直住在孤兒院，知道如何生存。警覺和敏銳，但也膽小，不輕易相信別人。                                                         |
| 王砚辉 | 李承天 | 工廠办公室主任，廖穗芳之夫。他中等身材，是一個神經質的人，有點自卑。                                                           |
| 梅婷   | 廖穗芳 | 李承天的妻子，該廠居委會副主任。                                                                                               |
| 李乃文 | 王重江 | 一家保健品商店的老闆。 |
| 丁嘉丽 | 高梅   | 廠居委會主任。 |
| 代旭   | 程旭   | 派出所民警，程威的堂哥。性格謹慎的他，意識到事件背後有很多不確定因素，並努力尋找。                                             |
| 郭丞   | 程威   | 他把自己定位為民營企業家、自诩是小秀的准男友。像90年代香港明星一樣留著長長的劉海。他和陈佑希惺惺相惜，相信朋友之間單純的友誼。 |
| 杜宇森 | 李文卓 | 廖穗芳之子，自幼因發高燒而後天性失常。他喜怒無常，不允許任何人傷害母親，對他人毫無防備。                                       |

## 事件
2022年12月21日晚，節目熱搜詞引發網友不滿。某影視博主發了一條微博「张子枫新剧洗澡镜头」，配文「真的好看啊，洗澡镜头好美！」並發布了該系列的相關片段。《扬子晚报》認為這個詞條其實完全背離了劇情本身，是對演員的不尊重。事件發酵數小時後，张子枫在個人微博發博文「愿都善良，是好剧，追剧就好，别消费别人。」表達了對這條條目的不滿。张子枫工作室也表示「这是一部凝结了很多人心血的作品，创作不易，希望大家好好追剧，别消费别人。」